# Mimosybra luzonica
Mimosybra luzonica är en skalbaggsart som beskrevs av Stefan von Breuning 1957. Mimosybra luzonica ingår i släktet Mimosybra och familjen långhorningar.
Artens utbredningsområde är Filippinerna. Inga underarter finns listade i Catalogue of Life.